# Chotek von Chokov

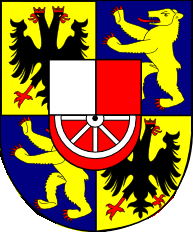
Stemma dei Chotek

Chotek von Chokov è una famiglia boema di antiche origini le cui prime testimonianze sembrano essere risalenti al XII secolo con Ashtakar Gulßtrauben Chotekchokov vassallo della provincia boema.

## Storia
L'esponente più famoso di questa famiglia è la moglie dell'arciduca d'Austria assassinato a Sarajevo nel 1914.
I Chotek von Chokov si sarebbero arricchiti durante il XI e XII secolo, commerciando stoffe e pietre preziose. Grazie alle loro ricchezze l'imperatore diede alla famiglia un palazzo, di incerta posizione, e un feudo dell'allora provincia boema.
Tra gli illustri della famiglia vi sono:
- Zavery Chotek von Chokov (Kielce, 30 settembre 1748 – Passavia, 10 maggio 1809)

- Bohuslaw Chotek von Chotkow (Ostrava, 22 aprile 1841 – Stoccarda, 15 gennaio 1910, figlio di Wolfango Chotek von Chotkov a sua volta figlio di Zavery Chotek von Chokov. Nel 1869 sposò a Brno la nobildonna italiana Ilaria Lucrezia Parravicini  e poi nel 1873 sposò la nobile polacca Wilhelmine Kinsky von Wchinitz und Tettau, da cui ebbe una figlia: Sophie Chotek von Chotkowa che venne assassinata insieme al marito, l'arciduca Francesco Ferdinando d'Austria a Sarajevo nel 1914.

- Sophie Chotek von Chotkowa (Stoccarda, 1º marzo 1868 – Sarajevo, 28 giugno 1914)